# Hirschquelle
Die Hirschquelle ist eine Quelle in Bad Teinach-Zavelstein im Nordschwarzwald. Aus ihr wird ein Heilwasser gefördert, das von der Mineralbrunnen Überkingen-Teinach AG unter dem Markennamen Hirschquelle vertrieben wird. Laut Hersteller eignet es sich „zur Anregung der Verdauung, zur Förderung der Funktion von Magen und Darm.“

## Geschichte
Die Hirschquelle wurde im Jahr 1841 auf der sogenannten Hirschwiese erbohrt. Die Tiefe des Brunnens betrug 88 Fuß und 2 Zoll. Das Wasser, das eine Temperatur von 7,8 Grad R hatte, war leicht säuerlich.
Ursprünglich gab es in Teinach eine eisenhaltige schwach alkalische Quelle, die Dintenquelle genannt wurde, und drei alkalische Säuerlinge, nämlich die Quelle im Dächleinskasten, die Quelle im Mittelkasten und die Quelle im Wandkasten. Diese Quellen waren nicht ausreichend für den wachsenden Kurbetrieb, daher wurde ein Bohrprogramm gestartet. Im Februar 1839 wurde die Laubenquelle, im Mai die Wiesenquelle erbohrt. 1841 folgte die Bohrung der Bachquelle.
In den 1970er Jahren wurde die Hirschquelle mit weiteren Bohrungen erschlossen. Diese Bohrungen werden als Hirschquelle II bzw. Hirschquelle III bezeichnet.